# Muscoline
Muscoline is een gemeente in de Italiaanse provincie Brescia (regio Lombardije) en telt 2189 inwoners (31-12-2004). De oppervlakte bedraagt 10,1 km², de bevolkingsdichtheid is 204 inwoners per km².

## Demografie
Muscoline telt ongeveer 861 huishoudens. Het aantal inwoners steeg in de periode 1991-2001 met 24,6% volgens cijfers uit de tienjaarlijkse volkstellingen van ISTAT.
| Jaar | Inwoneraantal |
| ---- | ------------- |
| 1991 | 1639          |
| 2001 | 2043          |

## Geografie
De gemeente ligt op ongeveer 272 m boven zeeniveau.
Muscoline grenst aan de volgende gemeenten: Calvagese della Riviera, Gavardo, Polpenazze del Garda, Prevalle, Puegnago sul Garda.